# Marek Parchem
Marek Parchem (ur. 3 stycznia 1966 w Gdyni) – polski ksiądz katolicki, doktor habilitowany nauk teologicznych w zakresie biblistyki, profesor zwyczajny nauk teologicznych, pracownik Uniwersytetu Kardynała Stefana Wyszyńskiego w Warszawie.  

## Życiorys
W latach 1985–1991 uczęszczał do Wyższego Seminarium Duchownego w Pelplinie. W 1991 przyjął święcenia kapłańskie. Następnie pracował jako wikariusz w parafiach diecezji chełmińskiej i od 1992 pelplińskiej. W latach 1996–2001 odbył studia doktorskie na Uniwersytecie Kardynała Stefana Wyszyńskiego w Warszawie, zakończone obroną pracy doktorskiej Pojęcie królestwa Bożego w Księdze Daniela oraz jego recepcja w pismach qumrańskich i w apokaliptyce żydowskiej napisanej pod kierunkiem Stanisława Mędali. W latach 2001–2004 studiował w Papieskim Instytucie Biblijnym w Rzymie, gdzie w 2005 obronił licencjat z nauk biblijnych (w międzyczasie w latach 2002-2003 również na Uniwersytecie Hebrajskim w Jerozolimie).
Od 2005 jest pracownikiem Uniwersytetu Kardynała Stefana Wyszyńskiego w Warszawie. W 2009 obronił rozprawę habilitacyjną Ostateczne zwycięstwo Boga w walce między dobrem a złem w świetle pism z Qumran. W 2010 został mianowany profesorem UKSW i kierownikiem Katedry Literatury Międzytestamentalnej w Instytucie Nauk Biblijnych Wydziału Teologicznego UKSW. W 2015 r. otrzymał tytuł naukowy profesora nauk teologicznych. W 2016 r. zatrudniony na stanowisku profesora zwyczajnego na Wydziale Teologicznym Uniwersytetu Kardynała Stefana Wyszyńskiego w Warszawie.
Zajmuje się Starym Testamentem (Księga Daniela) oraz literaturą międzytestamentalną (zwoje z Qumran, apokryfy Starego Testamentu, literatura targumiczna), szczególnym przedmiotem badań są żydowskie pisma o charakterze apokaliptycznymie z okresu Drugiej Świątyni. 
Jest redaktorem naukowym serii wydawniczej Biblica et Judaica (Wydawnictwo "Bernardinum", Pelplin). 
Jest członkiem Stowarzyszenia Biblistów Polskich, Society of Biblical Literature i Catholic Biblical Association of America.

## Książki
- M. Parchem: Pojęcie królestwa Bożego w Księdze Daniela oraz jego recepcja w pismach qumrańskich i w apokaliptyce żydowskiej (Rozprawy i Studia Biblijne, 9), Warszawa: Oficyna Wydawnicza "Vocatio", 2002, s. 510. ISBN 83-7146-175-5.
- M. Parchem: The "New" Picture of David: Exegetical Analysis of 2 Sam 11:27b–12:15a, Toruń: Oficyna Wydawnicza Art-C, 2005. ISBN 83-922650-0-9.
- M. Parchem: Świątynia według zwoju z groty 11 w Qumran (Rozprawy i Studia Biblijne, 22), Warszawa: Oficyna Wydawnicza "Vocatio", 2006, s. 214. ISBN 978-83-7492-002-5.
- M. Parchem: Ostateczne zwycięstwo Boga w walce między dobrem a złem w świetle pism z Qumran (Rozprawy i Studia Biblijne, 30), Warszawa: Oficyna Wydawnicza "Vocatio", 2008, s. 596. ISBN 978-83-7492-072-8.
- M. Parchem: Księga Daniela. Wstęp, przekład, komentarz (Nowy Komentarz Biblijny. Stary Testament, 26). Częstochowa: Edycja Świętego Pawła, 2008, s. 896. ISBN 978-83-7427-369-8.
- M. Parchem (red.): Pisma apokaliptyczne i testamenty (Apokryfy Starego Testamentu, 2), Kraków-Mogilany: The Enigma Press, 2010, s. 564. ISBN 978-83-86110-70-4.
- M. Parchem: Obraz Boga w pismach apokaliptycznych okresu Drugiej Świątyni (Biblica et Judaica, 1), Bydgoszcz: Wydawnictwo KRD obsługa poligraficzno-reklamowa, 2013, s. 555. ISBN 978-83-63779-03-0.
- M. Parchem: Biblijny język aramejski: gramatyka, kompletne preparacje, słownik, (Biblica et Judaica, 5), Wydawnictwo Bernardinum: Pelplin 2016, s. 532. ISBN 978-83-7823-674-0
- M. Parchem, Interpretacja Biblii w Qumran i inne studia (Biblica et Judaica, 8), Wydawnictwo Bernardinum: Pelplin 2020, s. 478. ISBN 978-83-8127-429-6